# 元禄繚乱 オリジナル・サウンドトラック
『元禄繚乱 オリジナル・サウンドトラック』は、1999年8月25日に発売されたNHK大河ドラマ『元禄繚乱』のサウンドトラックである。作曲は池辺晋一郎、演奏はNHK交響楽団が担当した。

## 収録曲
1. 元禄繚乱メイン・テーマ
通常放送回ではフルバージョンは流されなかった。
2. 志は風雲となりて (大石内蔵助のテーマ)
3. 春の名残を… (浅野内匠頭長矩のテーマ)
4. ひとひらの花 (阿久利のテーマ)
5. 赤穂うるわし
6. 悪華満ちぬれば (徳川綱吉のテーマ)
7. 哀しみの紅は色濃く (染子のテーマ)
8. 運命の歯車は軋む (岡島忠嗣のテーマ)
9. 野望果てなし (柳沢出羽守保明のテーマ)
10. 刃傷松の廊下
11. 欲望, 炎群 (ほむら) の如く (吉良上野介義央のテーマ)
12. 元禄紀行のテーマ